# Wiener Schachzeitung

Logo der Wiener Schachzeitung (nach 1923)

Die Wiener Schachzeitung (auch: Wiener Schach-Zeitung) war eine in Wien erscheinende österreichische Schachzeitschrift. Mit einer längeren Unterbrechung erschien sie zwischen 1898 und 1938. Eine kurzzeitige Neugründung nach dem Zweiten Weltkrieg hatte keinen Bestand.

## Zwei namensgleiche Vorläufer (1855 und 1887/88)
Im Januar 1855 rief Ernst Falkbeer erstmals eine Wiener Schach-Zeitung als „Organ des Schachspiels in Oesterreich“ ins Leben. Vorbild war die angesehene Berliner Schachzeitung. Es kamen indes bloß neun Monatsausgaben zustande, bevor das Unternehmen aus finanziellen Gründen eingestellt werden musste.
Im Juli 1887 kam es durch den Wiener Josef Berger (nicht Johann Berger aus Graz) und Samuel Gold, den Schachlehrer von Carl Schlechter, zur Gründung einer neuen Zeitschrift gleichen Namens. Auch diese Zeitschrift wurde im März 1888 nach Erscheinen von lediglich neun Ausgaben eingestellt.

## Die Wiener Schachzeitung (1898–1916)
Die Redakteure Hugo Fähndrich, Alexander Halprin (1868–1921) und Georg Marco gründeten 1898 neuerlich eine Wiener Schachzeitung (oder „Wiener Schach-Zeitung“, beide Schreibweisen bestanden nebeneinander). Dieses österreichische Schachorgan erlebte eine lange Dauer und errang große Popularität unter den Schachmagazinen der damaligen Zeit. Die Zeitschrift erschien zunächst als Organ des 1897 gegründeten Wiener Schach-Clubs. Seit 1909 war die Publikationsweise halbmonatlich, die Ausgaben erschienen jedoch teilweise unregelmäßig. Schließlich stellte Marco die Zeitschrift im Juli 1916 aufgrund der durch den Ersten Weltkrieg bedingten ökonomischen Schwierigkeiten ein.

## (Neue) Wiener Schachzeitung (1923–1938)
Im März 1923 wurde die Wiener Schachzeitung trotz anhaltend schwieriger wirtschaftlicher Verhältnisse als Neue Wiener Schachzeitung wiedergegründet. Schon im Jahr darauf kehrte die Redaktion zum ursprünglichen Namen zurück. Marco hatte die unerwartete Neubelebung noch miterlebt. Treibende Kräfte waren die spielstarken Amateure Robert Wahle und der Verleger Akim Lewit, die auch Gründungsmitglieder der Schachsektion des jüdischen Sportvereins Hakoah Wien waren. Von 1926 bis Juni 1935 war Albert Becker Hauptredakteur, der namhafte Meisterspieler und Theoretiker zur Mitarbeit bewegen konnte. Im Januar 1936 trat mit Erich Eliskases, Jacques Hannak und Roman Meyer ein neues Redaktionsteam an. Dann ließ jedoch der Anschluss Österreichs an das Dritte Reich im März 1938 die Zeitung, die erst kurz davor (8. Januar) zur wöchentlichen Erscheinungsweise übergegangen war, abrupt eingehen.

## Erfolglose Wiedergründung nach dem Zweiten Weltkrieg (1948/49)
Ein Versuch, die Wiener Schachzeitung nach Ende des Zweiten Weltkriegs wieder auferstehen zu lassen, misslang. Sie erschien als nach eigenen Angaben „offizielles Organ des österreichischen Schachbundes“ ohne jeglichen ökonomischen Erfolg von Juli 1948 bis zum Spätsommer 1949, als sie wieder eingestellt wurde. Chefredakteur war Edwin Hofmann, der Problemschachteil wurde von Josef Halumbirek redigiert.